# Liste der Comarcas in La Rioja
Dies sind die Comarcas in La Rioja, Spanien.

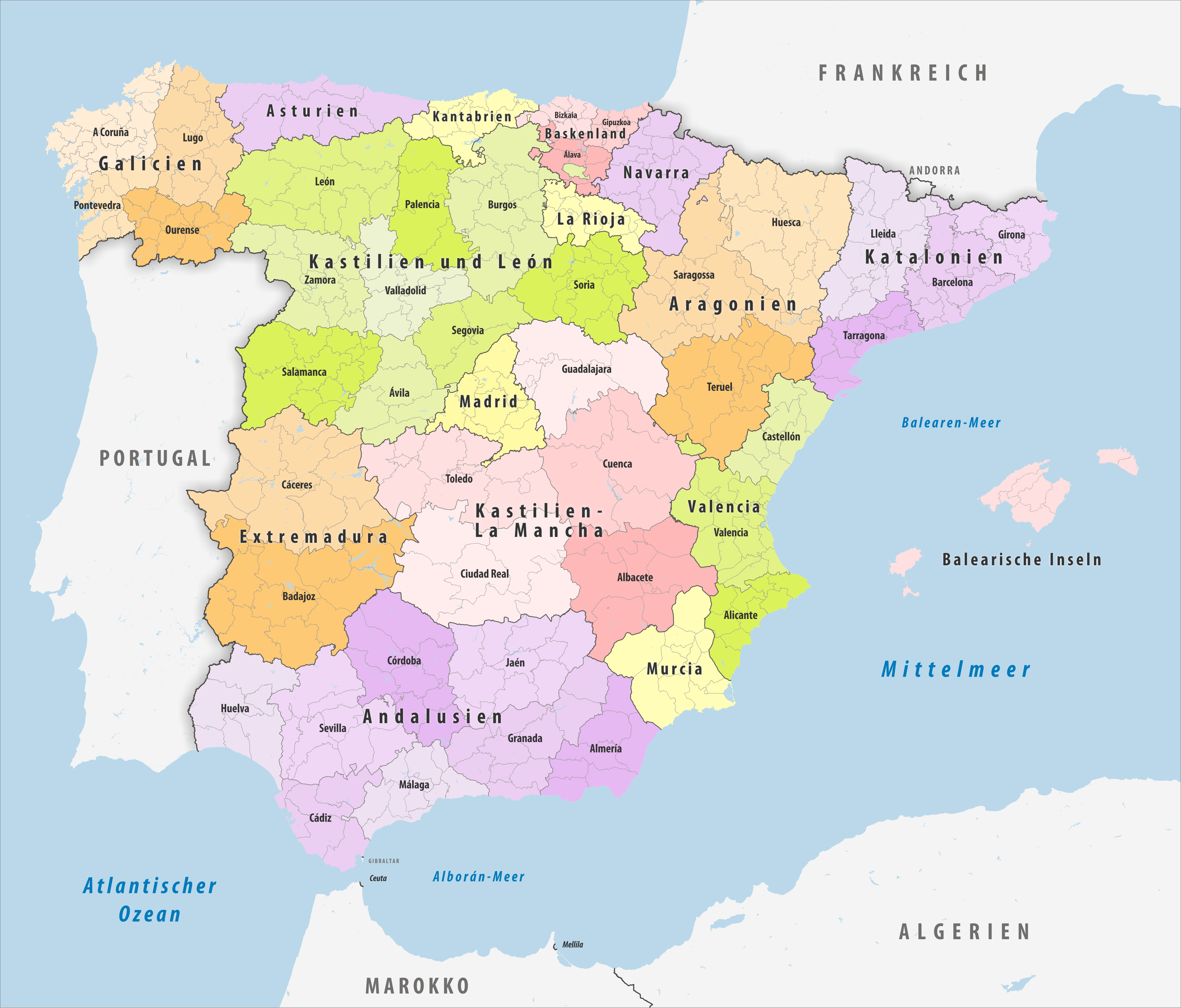
Comarcas in Spanien

Dieser Artikel ist eine Auflistung aller Comarcas in den einzelnen Regionen Spaniens. Das sind Regionen, die sich durch ihre historischen, sozialen, kulturellen oder geografischen Merkmale von den anderen unterscheiden.

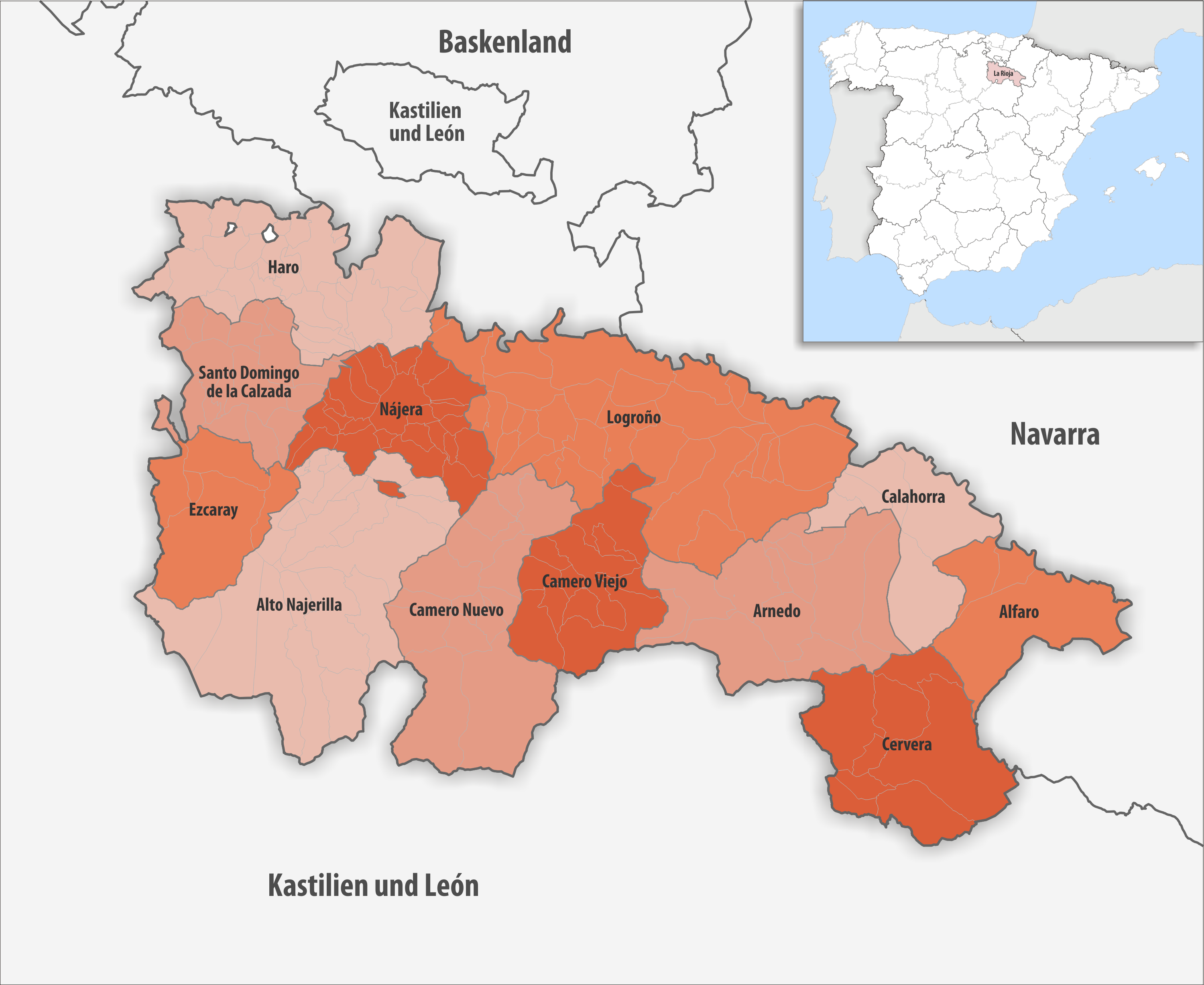
Comarcas in der autonomen Gemeinschaft La Rioja

| Andalusien |  | Aragonien |  | Asturien |  | Balearen |  | Baskenland |  | Extremadura |  | Galicien |  | Kanaren |  | Kantabrien |  | Kastilien-La Mancha |  | Kastilien und León |  | Katalonien |  | La Rioja |  | Madrid |  | Murcia |  | Navarra |  | Valencia |

| Comarca                     | Gemeinden | Einwohner (2024) | Fläche km² | Dichte Einw./km² | Hauptort                    |
| --------------------------- | --------- | ---------------- | ---------- | ---------------- | --------------------------- |
| Alfaro                      | 3         | 16.589           | 252,56     | 66               | Alfaro                      |
| Alto Najerilla              | 17        | 3.234            | 720,47     | 4                | Baños de Río Tobía          |
| Arnedo                      | 13        | 19.004           | 478,18     | 40               | Arnedo                      |
| Calahorra                   | 5         | 34.677           | 247,92     | 140              | Calahorra                   |
| Camero Nuevo                | 13        | 2.082            | 519,56     | 4                | Torrecilla en Cameros       |
| Camero Viejo                | 12        | 625              | 298,04     | 2                | San Román de Cameros        |
| Cervera                     | 7         | 3.822            | 402,79     | 9                | Cervera del Río Alhama      |
| Ezcaray                     | 5         | 2.520            | 250,47     | 10               | Ezcaray                     |
| Haro                        | 26        | 19.535           | 445,06     | 44               | Haro                        |
| Logroño                     | 32        | 199.877          | 858,22     | 233              | Logroño                     |
| Nájera                      | 25        | 13.716           | 294,20     | 47               | Nájera                      |
| Santo Domingo de la Calzada | 16        | 8.718            | 277,58     | 31               | Santo Domingo de la Calzada |
| Provinz La Rioja            | 174       | 324.399          | 5.045,05   | 64               | Logroño                     |